# زعترة (نابلس)
زعترة قرية فلسطينية في محافظة نابلس شمال الضفة الغربية. هي من القرى المحتلة عام النكسة. يعود تاريخها إلى عام 1966، ويعود أصل سكانها إلى عرب التعامرة. كما تضم تجمعاً آخر، وهي قرية راس الواد، والتي تم ضمها للمجلس عام 2005، بقرار من وزارة الحكم المحلي.

## التسمية
سميت بهذا الإسم نسبة إلى نباتات الزعتر البرية، والتي توجد بكثرةعلى سفوح الجبال الشرقية، وهنالك رواية تقول أن الاسم جاء من مقبرة تبعد عن البلدة حوالي 4 كم تسمى زعيتر، نسبة إلى رجل صالح مدفون فيها.

## الجغرافيا
تقع قرية زعترة في وسط فلسطين، في الجزء الشمالي من الضفة الغربية، إلى الجنوب من مركز مدينة نابلس بحوالي 15 كم، تقع القرية على طريق نابلس - رام الله. يقع بجانبها حاجز زعترة العسكري الذي سمي نسبة إليها. يحيط بها من الشرق أراضي بلدة بيتا، ومن الغرب والجنوب أراضي قرية ياسوف.  تصنف زعترة ضمن مناطق "سي" المقدرة بـ62% من أراضي الضفة والخاضعة لسيطرة الاحتلال الاسرائيلي، وتمنع البناء فيها دون ترخيص، وتلاحق الذين يخالفون هذا القرار بالهدم المباشر.

## السكان
يبلغ عدد سكان المنطقة حوالي 63 ألف نسمة حسب التعداد العام للسكان عام 2017.